# Ravensworth (Wirginia)
Ravensworth – jednostka osadnicza w Stanach Zjednoczonych, w stanie Wirginia, w hrabstwie Fairfax.